# Babino (przystanek kolejowy)
Babino (ros. Бабино) – przystanek kolejowy w miejscowości Babino, w rejonie tośnieńskim, w obwodzie leningradzkim, w Rosji. Położony jest na linii Petersburg - Moskwa.

## Historia
Przystanek powstał w czasach carskich na Kolei Mikołajewskiej, pomiędzy przystankiem Pomieranje i stacją Czudowo.